# Uniunea Taigalei
Uniunea Taigalei (în engleză The Taiga Union și în rusă Tаежный Cоюз, transliterat: Taiojnii Sayuz), găsită și sub forma de Uniunea Mohorâtă (în engleză The Gloomy Union și în ucraineană Мутний Союз, transliterat: Mutnîi Soyuz) reprezintă o etichetă pusă de politicieni și economiști ucraineni Uniunii Vamale Eurasiatice. Termenii aflați în cauză au apărut prin parafrazarea termenilor respectivi din limba rusă ?, transliterat: Tamojnii Sayuz și limba ucraineană ?, transliterat: Mîitnîi Soyuz, pentru a indica natura „obscură”, „sălbatică” și „necivilizată” (în interpretarea ucraineană) a structurii respective.
Conotația dată termenilor, în limbile de origine are un caracter batjocoritor și se circumscrie încadrării lipsite de substanță, a dezbaterii din Ucraina despre o eventuală asocierea la Uniunea Eurasiatică și a migrării acestei dezbateri în cadrul ideologic, legat de restauarea imperială rusă. În această perspectivă, modelul promovat de către Uniune poate fi perceput sub forma unui capitalism postsovietic dominat de gangsteri, alături de către dictatori din Asia Centrală, toți aceștia fiind conduși de către un șef de mafie de la Kremlin.